# 哨子 (乐器)

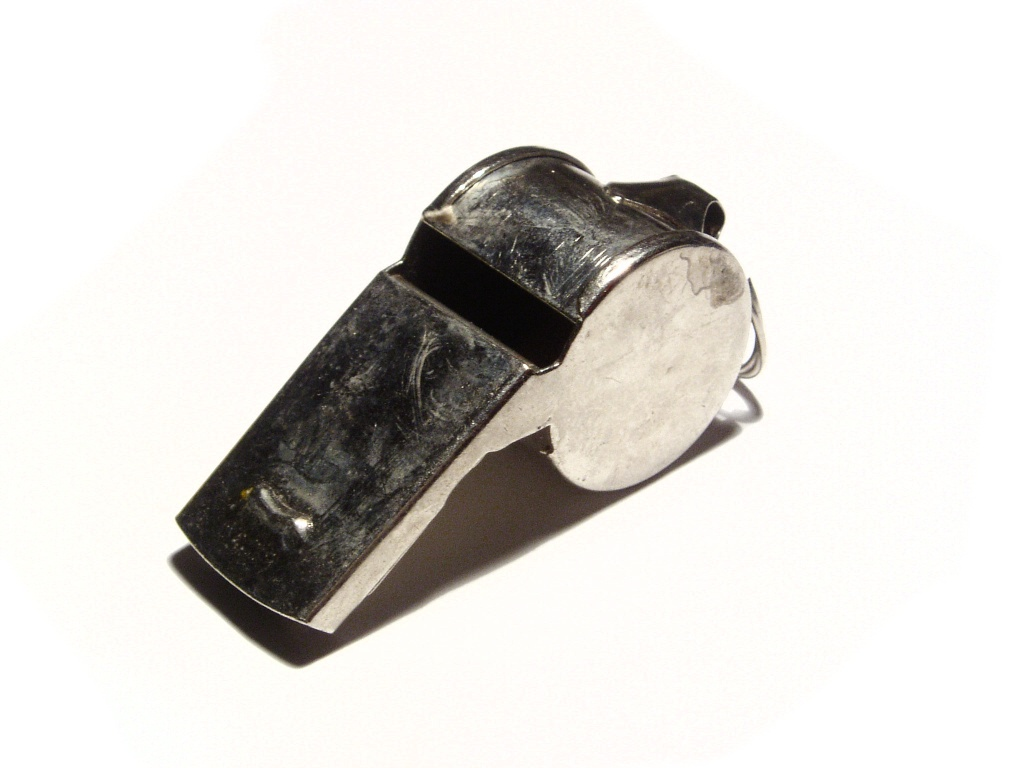
金屬的哨子

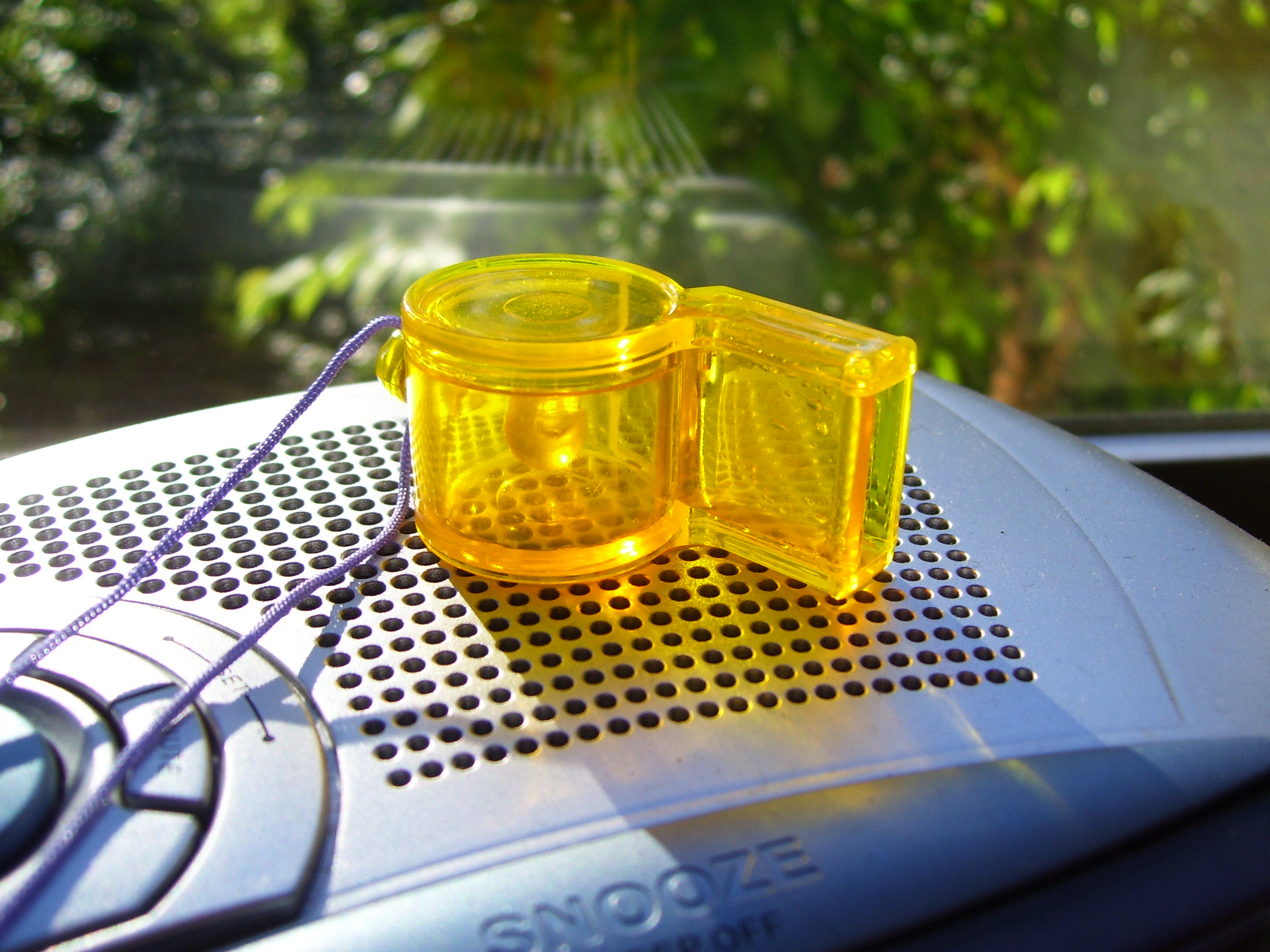
活動使用的哨子

哨子是一種小型的氣鳴樂器，利用氣流讓樂器內器件振動而發出尖銳的聲音。哨子可能是用嘴吹動而發聲，或是由其他方式讓氣流吹動而發聲。
哨子的歷史很久，自從早期人類雕刻葫蘆或樹枝，發現可以發音，就開始有類似的樂器了。古埃及人用小的貝殼作為哨子。許多現在的管樂器和哨子的發聲原理相近。
哨子的特點是可以產生單音（或是近似單音）的乐音。風能到聲音的轉換是由於空氣氣流和固態材料之間的交互作用。有些空氣氣流產生的力足以讓固態材料運動。典型的例子像是第風吹產生電線跳動而出現的聲音，或是1940年因為風吹共振而倒塌的塔科馬海峽吊橋。另一個例子是振動的圓型碟片。
哨子除了作為樂器外，在運動比賽中也常用到哨子，例如表示比賽的開始或是結束，或是裁判表示選手犯規。

## 歷史

### 早期的哨子
幾千年前就已有人使用骨製或是石製的哨子。古希臘人用哨子來控制槳帆船上的奴隸，使其動作一致。
考古學家在古希臘阿索斯的遺跡中發現一個赤土的哨子，可能是孩子的玩具，放在孩子的墳墓裡一起陪葬。
英國人在十字軍東征時開始使用哨子來向弓箭手下令。在帆船時代會用水手哨在海軍船隻上發布命令，以及向長官致敬。

### 喬瑟夫·哈德遜
喬瑟夫·哈德遜在1870年在伯明翰成立了J. Hudson & Co。他和他的弟弟詹姆士設計了Acme City的黃銅哨子，這是第一個足球賽中裁判使用哨子，首次使用是在1878-79球季英格蘭足總盃裡，諾丁漢森林以及雪菲爾聯的比賽。在此之前，裁判是利用手帕提醒選手並且表示裁決結果。
哈德遜從1883年開始研究pea-whistle的設計，目標是要可以產生很大的聲音，要可以讓一英哩以外的人聽見。他的發明是因為他意外讓其小提琴掉到地上，讓小提琴碎裂了。觀察斷弦產生不和諧聲音傳播的方式（顫音效應）。哈德遜想到在哨子裡放一顆豌豆。在此之前，哨子的音量不大，只會想成是樂器或是小孩的玩具。哈德遜觀察到當地警察利用棘轮乐器有效溝通時出現的問題，發現到他設計的哨子可以有效的協助他們工作。

## 在歌劇中的使用
貝多芬歌劇《費德里奧》的第二幕，羅可吹了哨子叫壞蛋皮薩羅下來。此時，深沈男低音歌唱家必須在舞台上吹哨子。

## 外部連結
- 维基共享资源上的相關多媒體資源：whistles
- 维基词典中的词条「哨子 (乐器)」
- Chisholm, Hugh (编). .  28 (第11版). London: Cambridge University Press: 595–596. 1911.
- Whistle (Polish folk musical instruments) （页面存档备份，存于）